# Gnorimoschema bodillum
Gnorimoschema bodillum is een vlinder uit de familie tastermotten (Gelechiidae). De wetenschappelijke naam is voor het eerst geldig gepubliceerd in 1974 door Karsholt & Nielsen.
De soort komt voor in Europa.